# Gouvernement Boric
Sebastián Piñera 
Le gouvernement Boric est le gouvernement du Chili depuis le 11 mars 2022, dont le président de la République est Gabriel Boric.

## Contexte
Lors du second tour de l'élection présidentielle organisé le 19 décembre 2021, Gabriel Boric est élu président de la République avec 55,8 % des voix, dans un contexte de participation record (55 %) pour une élection présidentielle au Chili. Âgé de 35 ans au moment de son élection, il est le plus jeune président élu de l'histoire du pays.
Le 20 décembre 2021, Gabriel Boric rencontre au palais de La Moneda le président sortant Sebastián Piñera pour amorcer la transition. À l'extérieur du palais, il est accueilli par un groupe de militants et soutiens, qui interagissent avec lui pendant quelques minutes. Le président sortant déclare à propos de son successeur que « c'est une énorme responsabilité, mais je pense qu'il aura le soutien constructif de tous les Chiliens ». À l'issue de la réunion, le président élu explique qu'ils ont notamment discuté de la politique étrangère et la pandémie de COVID-19.
Sur la formation de son cabinet, il n'a pas donné de détails à l'époque. Il a néanmoins promis de former un cabinet « pour apporter des certitudes », ajoutant aussi que la formation du gouvernement ne répondrait pas à des quotas partisans.
Le 10 janvier 2022, il est officiellement proclamé président élu par le Tribunal chilien de qualification électorale (Tricel). La cérémonie est dirigée par la présidente de l'institution, Rosa Egnem Saldías et ses quatre autres membres, ainsi que par le président de la Cour suprême. L'acte de proclamation est lu par la secrétaire de l'institution, Carmen Gloria Valladares (es).

## Historique

### Formation
Le 21 janvier 2022 à 9 h, Gabriel Boric annonce la composition de son gouvernement qui gouvernera à partir du 11 mars 2022. Celui-ci est composé de 14 femmes et 10 hommes, c'est un nouveau record pour un gouvernement chilien et un engagement du président élu quant à la place donnée aux femmes, le précédent étant le premier gouvernement de Michelle Bachelet, avec 12 femmes.
Au sein du gouvernement, Izkia Siches est nommée ministre de l'Intérieur, ce qui est une première pour une femme. Maya Fernández Allende, petite-fille de Salvador Allende, est nommée ministre de la Défense.
Gabriel Boric nomme des ministres majoritairement issus de la coalition de gauche radicale de l'Approbation dignité, avec 4 membres de  CS, 3 membres du PCCh, 2 de RD et 1 de FREVS et COM, et élargi son gouvernement à la coalition de centre-gauche du Socialisme démocratique, crée pour soutenir le gouvernement (avec 2 ministres du PS, 1 ministre de PPD, 1 ministre du Parti libéral (es) et 1 ministre du PR).

### Évolution

#### Création du ministère de la Sécurité publique
Le 1er août 2022, la ministre de l'Intérieur et de la sécurité publique Izkia Siches annonce le dépôt au Congrès national d'un projet de loi afin de créer un ministère de la Sécurité publique. Ce portefeuille serait accompagné par deux sous-secrétaires, de la prévention du crime et de la Sécurité publique.
La ministre et le sous-secrétaire à la prévention du crime Eduardo Vergara soulignent que l'initiative était assez transversale, et que la réforme était proposée par plusieurs gouvernements depuis plus de dix ans. Le ministère permettrait un renforcement des pouvoirs de la police et une gestion de la sécurité publique de manière régionale et décentralisée.
Le 30 août 2022, la commission de sécurité du Sénat approuve les principaux articles de la réforme et la création d'un ministère « de la Sécurité et de la Coexistence citoyenne ».

#### Démission de Jeanette Vega
Le 25 août 2022, la ministre du Développement social Jeanette Vega (es), membre du PPD et de la coalition du Socialisme démocratique remet sa démission à Gabriel Boric. C'est la première démission au sein du gouvernement, et la coalition perd un ministre, le seul représentant du PPD,.
La ministre a été mise en cause dans ses fonctions après des révélations du journal Ex-Ante, dévoilant qu'elle a eu des contacts téléphoniques avec le militant mapuche Héctor Llaitul (es) en mai. Ce dernier, le jour même de son appel avec la ministre, a appelé à la « résistance armée ». En août, il a été arrêté sur ordre du gouvernement, il était accusé des crimes de vol et de violations de la loi sur la sécurité de l'État (es).
Malgré les promesses de dialogue avec le peuple mapuche et de ne pas poursuivre la loi sur la sécurité de l'État (es) par le gouvernement de gauche, celui-ci a décidé de maintenir le régime d'exception en raison des menaces et de l'évolution des violences dans la région de l'Araucanie. Le même jour, la sous-secrétaire à l'évaluation sociale Paula Poblete auprès de la ministre Jeanette Vega (es), devient ministre du Développement social et de la Famille par intérim, elle est membre du parti Révolution démocratique.
Certains militants du PPD et de la coalition du Socialisme démocratique ont évoqué une forme de différence de traitement envers la ministre Jeanette Vega, pointant que d'autres ministres, issus d'Approbation dignité de Gabriel Boric, ont fait des erreurs mais n'ont pas été obligés de démissionner.
En réponse, la ministre Camila Vallejo a répondu que « nous avons un gouvernement de deux coalitions, tous nos partis sont importants, tous les partis », soulignant que sa démission n'avait rien à voir avec son appartenance partisane au PPD.

#### Référendum du 4 septembre
À l'issue du référendum constitutionnel du 4 septembre 2022 qui voit le « non » l'emporter à une large majorité avec 61,86 % des voix exprimées, le président Boric prononce un discours le soir-même. Il reconnait que le peuple n'était pas satisfait du projet de constitution rédigé par l'Assemblée constituante et qu'il a « décidé de le rejeter clairement dans les urnes ».
Dans ce même discours, Boric promet de relancer un processus, avec la convocation d'une nouvelle Assemblée constituante, la réunion de tous les partis politiques et des deux présidents de la Chambre des députés et du Sénat. Le président évoque le fait que « des ajustements rapides seront nécessaires », c'est-à-dire d'un remaniement au sein de son gouvernement.
Le résultat du référendum est présenté comme un échec pour le président,, mais également comme une opportunité pour lui de renforcer son autorité ainsi que le centre-gauche au gouvernement (le Socialisme démocratique), et la possibilité d'une réforme constitutionnelle menée en rassemblant tous les partis et de pouvoir négocier avec le Congrès national,.

#### Premier remaniement en septembre 2022

##### Premières rumeurs de modifications
Le 26 août, soit une semaine avant le référendum, le journal El País suggère que Boric pourrait procéder à un remaniement au sein du gouvernement à l'issue du référendum constitutionnel. Le ministre du Logement et de l'Urbanisme Carlos Montes Cisternas (es), du PS, confirme ces rumeurs et juge « normal qu'après six mois, il y ait une évaluation du gouvernement basée sur un événement aussi important que le référendum ».
Le 4 septembre, à l'issue du vote des Chiliens, des rumeurs circulent quant au remaniement, notamment la démission de la ministre de l'Intérieur Izkia Siches, critiquée pour sa mauvaise gestion du conflit avec le peuple mapuche en Aurcanie, et celle du ministre-secrétaire général de la Présidence Giorgio Jackson (es), critiqué pour sa mauvaise gestion des relations avec le Congrès national, notamment au Sénat et avec le centre-gauche depuis plusieurs semaines. Le soir du résultat, le sénateur socialiste Fidel Espinoza (es) exige sa démission et le rend responsable de la « débâcle ».
À ces deux ministères stratégiques, il est évoqué la possibilité de nommer des personnalités du Parti socialiste. Si Gabriel Boric optait pour ce choix, cela confirmerait une volonté de réorienter le gouvernement vers le centre-gauche et de renforcer le Socialisme démocratique,.
Cinq autres portefeuilles pourraient changer de titulaires, ceux de la Santé, de l'Énergie, de la Science, des Mines et des Cultures, dont les sortants sont évalués par Gabriel Boric comme ayant un mauvais bilan dans leurs ministères.

##### Remaniement du 6 septembre 2022
Le 6 septembre 2022, en conséquence du résultat du référendum, Boric procède comme prévu à un remaniement de son équipe.
Giorgio Jackson reste au gouvernement et est nommé au ministère du Développement social, un poste stratégique pour l'allié le plus proche de Boric. Diego Pardow, un autre proche du président, membre de CS est nommé au ministère de l'Énergie.
Les deux ministères de la Santé et de la Science changent de titulaires, avec la nomination de deux femmes spécialistes dans leurs nouvelles fonctions, l'indépendante Ximena Aguilera à la Santé et Silvia Díaz, proche du PPD, à la Science.
Carolina Tohá (PPD), ancienne ministre sous le gouvernement de Michelle Bachelet et fille de José Tohá, ministre de l'Intérieur de Salvador Allende en 1970, est nommée ministre de l'Intérieur et de la Sécurité publique. La socialiste Ana Lya Uriarte (es), cheffe du cabinet de la présidence lors du second mandat de Michelle Bachelet, est nommée ministre-secrétaire générale de la Présidence.
Les nominations de Carolina Tohá et Ana Lya Uriarte, deux figures du centre-gauche et des années des deux mandats de Michelle Bachelet, confirment la volonté de Gabriel Boric de rééquilibrer et renforcer la présence de la coalition du Socialisme démocratique au sein du gouvernement. Ces deux nominations voient la coalition de centre-gauche entrer au comité politique, une réunion stratégique et régulière menée par le président, avec les ministres de l'Intérieur, de la Présidence, du Gouvernement, des Finances et de la Femme, qui était composé auparavant uniquement de ministres d'Approbation dignité,,.
Gabriel Boric annonce également l'entrée de la ministre communiste du Travail Jeannette Jara au comité politique, qui est analysée comme un « lot de consolation » face au départ du ministre communiste de la Science Flavio Salazar Onfray (es).

### Second remaniement en mars 2023

#### Divisions pour les élections constituantes
Malgré une période d'union programmatique et dans la stratégie gouvernementale après le premier remaniement de septembre 2022 et jusqu'en décembre 2022, marqué par la création de l'Alliance gouvernementale, cette dernière coalition a permis une meilleure organisation stratégique en comités des deux coalitions d'Approbation dignité et du Socialisme démocratique.
Néanmoins, cette période d'union se termine en janvier 2023 lorsque débutent des négociations pour former une liste unique de la coalition gouvernementale dans le cadre de l'Alliance gouvernementale (Approbation dignité et Socialisme démocratique) et avec le Parti démocrate-chrétien s'y ajoutant pour les élections constituantes.
Le 21 janvier, le Parti démocrate-chrétien et le Parti radical décident de composer une liste pour les élections constituantes uniquement avec les partis de la coalition du Socialisme démocratique,. Le lendemain, le Parti libéral (es) décide également de rejoindre une liste du Socialisme démocratique, sans toutefois exclure une « liste unique du progressisme » avec la coalition d'Approbation dignité.
Tandis qu'au Parti socialiste, le dernier parti du Socialisme démocratique n'a pas rejoint la liste unique, la présidente annonce que le comité central du parti insiste pour la création d'une liste unique de la coalition gouvernementale au pouvoir.
Le 1er février matin, lors d'une réunion de l'ensemble des partis de la coalition (Approbation dignité et Socialisme démocratique), l'Alliance gouvernementale admet que l'ensemble de la gauche partira avec deux listes distinctes pour les élections, Unité pour le Chili et Tout pour le Chili (es), malgré les efforts de l'Approbation dignité vers une liste unique de la gauche.
Néanmoins le 1er février après-midi, vers 14 heures, Gabriel Boric a réuni les trois présidents du Parti radical, Parti socialiste et le Parti libéral à son domicile pour demander que les trois partis rejoignent la liste officielle du gouvernement. Le lendemain, le 2 février et en réaction à cette réunion, le Parti libéral (es) approuve à 82% de rejoindre la liste gouvernementale de l'Unité pour le Chili.
Finalement, le 6 février, les deux coalitions gouvernementales partent divisées, et les coalitions de l'Unité pour le Chili et Tout pour le Chili (es) se sont inscrites pour les élections constituantes de mai 2023,.

#### Pression du Socialisme démocratique pour davantage de ministres et sous-secrétaires
Après ces négociations, le Parti pour la démocratie a débuté à partir de mi-février une pression sur Gabriel Boric, souhaitant que les résultats de ces élections déterminent l'équilibre du gouvernement (centre-gauche ou gauche), le parti lui-même souhaitant davantage de ministres et de sous-secrétaires, tandis que le Parti socialiste soutient que la décision finale revient au président Gabriel Boric.
Néanmoins, le 27 février, le PPD choisit d'abandonner sa stratégie de pression, accompagné de relations gelées avec le président depuis l'échec de l'union pour les élections constituantes. Selon plusieurs analyses, maintenir une telle pression pour le PPD aboutirait en mars à un recul du nombre de ministres ou sous-secrétaires nommés, au vu des mauvaises relations, tandis qu'une pression en mai après les élections et un bon résultat du PPD aboutiraient à un meilleur rapport de force pour le parti.

#### Échec de l'adoption de la réforme fiscale et ministres critiqués
Le 8 mars 2023, la Chambre des députés rejette l'adoption en première lecture de la réforme fiscale gouvernementale, avec 73 voix pour, 71 contre et 3 abstentions. Il manquait deux voix au gouvernement pour faire adopter la réforme, notamment celles de députés du centre-gauche non gouvernemental, du Parti humaniste et du Parti écologiste vert (es), qui étaient absents lors du vote.
La réforme du gouvernement était importante dans l'agenda législatif du gouvernement, permettant de financer le programme gouvernemental, la réforme fiscale prévoyait une augmentation de l'impôt pour 3% des plus riches, de nouvelles réglementations anti-évasion et fraude fiscale. Mais également, une baisse de l'impôt sur les sociétés de 27 à 25%, pour encourager l'investissement, un impôt sur la fortune pour 6 300 personnes, avec un taux de 1% sur les actifs supérieurs à cinq millions de dollars et de 1,8% pour les actifs supérieurs à 14 500 millions de dollars, et une taxe sur l'exploitation minière, en particulier du cuivre.
Sur le plan social et lié au programme gouvernemental, la réforme fiscale aurait permis le financement et l'augmentation de la Pension universelle garantie, une pension d'assistance financée par l'État accordée aux personnes sans ressources et sans aucun droit à la pension de vieillesse, l'augmentation du financement pour les hôpitaux, la santé primaire et au système de soins.

##### Le ministre Marco Antonio Ávila, une erreur embarassante
L'échec de l'adoption de la réforme fiscale a également été imputé au ministre de l'Éducation Marco Antonio Ávila, ce dernier s'étant énervé en commission de l'Éducation la veille. La députée Viviana Delgad (PEV (es)) aurait réclamé la réouverture d'une école à Maipú, la conversation se poursuivant, le ministre aurait demandé à la députée d'arrêter de le harceler sur ce sujet, et juste après, la députée Delgad a subi une décompensation et été emmenée à l'infirmerie du Congrès. Après cet incident, le ministre s'est excusé mais l'erreur stratégique fut commise, puisque la députée a ensuite été absente pour le vote sur la réforme fiscale le lendemain.
Malgré une bonne gestion de son ministère, saluée par son parti Révolution démocratique, le président et les différents syndicats, notamment lors de la crise des incendies touchant le pays, son acte du 7 mars en commission pourrait lui valoir d'être remercié, étant une erreur stratégique majeure de la part d'un ministre pour séduire un centre-gauche non gouvernemental.

#### Remaniement du 10 mars 2023

##### Premières rumeurs de remaniement
Le remaniement est annoncé pour le 10 mars, Gabriel Boric revenant plus rapidement d'un déplacement au nord du pays dans la région de Tarapacá à la suite de l'échec de l'adoption de la réforme fiscale. Selon La Tercera, une plateforme a été installée à La Moneda, initialement à l'occasion d'une cérémonie le 11 mars, qui s'accompagnera d'un comité politique élargit et d'une conférence de presse.
Selon le même journal, différents ministres pourraient être remerciés, comme la ministre des Mines Marcela Hernando (es), la ministre des Cultures Julieta Brodsky Hernández et la ministre des Sports Alexandra Benado.
Comme évoqué précédemment, et en raison des erreurs stratégiques et politiques commises par les ministres, la ministre des Affaires étrangères Antonia Urrejola et le ministre de l'Éducation Marco Antonio Ávila pourraient être également remerciés,.

##### Cinq nouveaux ministres et renforcement du Socialisme démocratique
Dans l'après-midi du 10 mars 2022 débute la cérémonie de remaniement du gouvernement, annoncé dans la matinée. Néanmoins, en raison de plusieurs modifications de dernière minute, la cérémonie est retardée. Parmi les modifications les plus notables, l’une concerne Marta Maurás (es), annoncée dans la matinée comme la prochaine ministre des Relations extérieures, mais dont la nomination est annulée en raison d'une ancienne plainte pour mauvais traitements au travail lorsqu'elle était en fonction à Genève. La deuxième annulation Est celle de Patricio Fernández (es), ancien membre de la première Assemblée constituante (2021), proche du Parti libéral (es) et du président Boric, dont les rumeurs disaient qu'il serait nommé ministre des Cultures.
Comme annoncé depuis plusieurs semaines, avec la pression politique et stratégique du PPD et du PS, le Socialisme démocratique est à nouveau renforcé au sein du gouvernement,. Les deux ministères les plus importants modifiés sont le ministère des Relations extérieure et celui des Travaux publics, le premier en faveur du PPD, le second en faveur du PS.
Les deux ministres nommés issus du centre-gauche sont Alberto van Klaveren (es) (indépendant, proche du PPD) aux Relations extérieures et Jessica López Saffie (es) aux Travaux publics (indépendante, proche du PS),.
L'ensemble des ministres remaniés sont historiquement proches du centre-gauche, le nouveau ministre des Cultures Jaime de Aguirre est un opposant historique à la dictature de Pinochet et participant à la campagne du Référendum chilien de 1988 contre Pinochet, auteur de l'hymne de la campagne. Le nouveau ministre des Sports Jaime Pizarro est un footballeur populaire et reconnu, surnommé le « Kaiser », certes indépendant politiquement mais qui fut déjà nommé sous la présidence de Michelle Bachelet.
L'ensemble de ces nominations, y compris celles des indépendants, sont liées au Socialisme démocratique et au bacheletisme (Michelle Bachelet), prouvant la nomination d'un centre-gauche expérimenté et davantage âgé.

### Démission d'Ana Lya Uriarte et nomination d'Álvaro Elizalde
Le 19 avril 2023, le président Gabriel Boric accepte la démission de la ministre-Secrétaire générale de la Présidence Ana Lya Uriarte (es), en raisons de problèmes de santé, le Covid long, qui nécessitent un repos pour une durée indéterminée.
Le même jour, Boric annonce la nomination du socialiste Álvaro Elizalde, actuel sénateur et ancien président du Sénat, qui fut ministre-Secrétaire général de la Présidence sous la présidence de Michelle Bachelet.
Auprès des personnalités politiques, sa nomination fait l'unanimité, du parti Convergence sociale et du Parti libéral (es) à gauche et au centre-gauche, et jusqu'au centre-droit et la droite de l'Union démocrate indépendante et de Rénovation nationale. L'ensemble de ces partis louent son action en tant que président du Sénat, ses capacités de négociations et son professionnalisme.
La nomination d'Álvaro Elizalde confirme néanmoins à nouveau le renforcement du gouvernement vers le centre-gauche et la consolidation du Socialisme démocratique, Gabriel Boric se démarquant de plus en plus vers une posture d'un président de centre-gauche, avec à nouveau la nomination d'une personnalité expérimentée liée au bacheletisme (Michelle Bachelet).

## Composition

### Initiale (11 mars 2022)
| Image                                   | Fonction                                                                         | Fonction  | Nom                          | Nom                  | Nom                       | Parti                   | Parti                   | Parti                   |                         |
| --------------------------------------- | -------------------------------------------------------------------------------- | --------- | ---------------------------- | -------------------- | ------------------------- | ----------------------- | ----------------------- | ----------------------- | ----------------------- |
|                                         | Président de la République                                                       |           | Gabriel Boric                | Gabriel Boric        | Gabriel Boric             | CS                      | CS                      | CS                      |                         |
| Ministres                               | Ministres                                                                        | Ministres | Ministres                    | Ministres            | Sous-secrétaires d'État   | Sous-secrétaires d'État | Sous-secrétaires d'État | Sous-secrétaires d'État | Sous-secrétaires d'État |
| Image                                   | Poste                                                                            | Poste     | Titulaire                    | Parti                | Affectation               | Nom                     | Nom                     | Parti                   |                         |
|                                         | Ministre de l’Intérieur et de la sécurité publique                               |           | Izkia Siches                 | Indép.               |                           |                         |                         |                         |                         |
| Intérieur                               | Ministre de l’Intérieur et de la sécurité publique                               |           | Izkia Siches                 | Indép.               | Manuel Monsalve           | PS                      |                         |                         |                         |
| Développement régional et administratif | Ministre de l’Intérieur et de la sécurité publique                               |           | Izkia Siches                 | Indép.               | Miguel Crispi             | RD                      |                         |                         |                         |
| Prévention du Crime                     | Ministre de l’Intérieur et de la sécurité publique                               |           | Izkia Siches                 | Indép.               | Eduardo Vergara           | PPD                     |                         |                         |                         |
|                                         | Ministre des Affaires étrangères                                                 |           | Antonia Urrejola             | Indép., proche du PS |                           |                         |                         |                         |                         |
| Affaires étrangères                     | Ministre des Affaires étrangères                                                 |           | Antonia Urrejola             | Indép., proche du PS | Ximena Fuentes            | CS                      |                         |                         |                         |
| Relations économiques internationales   | Ministre des Affaires étrangères                                                 |           | Antonia Urrejola             | Indép., proche du PS | José Miguel Ahumada       | Indép.                  |                         |                         |                         |
|                                         | Ministre de la Défense nationale                                                 |           | Maya Fernández Allende       | PS                   |                           |                         |                         |                         |                         |
| Défense                                 | Ministre de la Défense nationale                                                 |           | Maya Fernández Allende       | PS                   | Fernando Ayala González   | PPD                     |                         |                         |                         |
| Forces Armées                           | Ministre de la Défense nationale                                                 |           | Maya Fernández Allende       | PS                   | Galo Eidelstein           | PCCh                    |                         |                         |                         |
|                                         | Ministre-Secrétaire général de la Présidence                                     |           | Giorgio Jackson (es)         | RD                   |                           |                         |                         |                         |                         |
| Secrétaire général de la Présidence     | Ministre-Secrétaire général de la Présidence                                     |           | Giorgio Jackson (es)         | RD                   | Macarena Lobos            | Indép., proche PDC      |                         |                         |                         |
|                                         | Ministre-Secrétaire général du gouvernement                                      |           | Camila Vallejo               | PCCh                 |                           |                         |                         |                         |                         |
| Secrétaire général du gouvernement      | Ministre-Secrétaire général du gouvernement                                      |           | Camila Vallejo               | PCCh                 | Valeska Naranjo           | CS                      |                         |                         |                         |
|                                         | Ministre des Finances                                                            |           | Mario Marcel (es)            | Indép., proche du PS |                           |                         |                         |                         |                         |
| Finances                                | Ministre des Finances                                                            |           | Mario Marcel (es)            | Indép., proche du PS | Claudia Sanhueza          | RD                      |                         |                         |                         |
|                                         | Ministre de l'Économie, du Développement et du Tourisme                          |           | Nicolás Grau (es)            | CS                   |                           |                         |                         |                         |                         |
| Économie et Petites Entreprises         | Ministre de l'Économie, du Développement et du Tourisme                          |           | Nicolás Grau (es)            | CS                   | Javiera Petersen          | PCCh                    |                         |                         |                         |
| Pêche et Aquaculture                    | Ministre de l'Économie, du Développement et du Tourisme                          |           | Nicolás Grau (es)            | CS                   | Julio Salas Gutiérrez     | CS                      |                         |                         |                         |
| Tourisme                                | Ministre de l'Économie, du Développement et du Tourisme                          |           | Nicolás Grau (es)            | CS                   | Verónica Kunze            | Indép.                  |                         |                         |                         |
|                                         | Ministre du Développement social et de la Famille                                |           | Jeanette Vega (es)           | PPD                  |                           |                         |                         |                         |                         |
| Évaluation sociale                      | Ministre du Développement social et de la Famille                                |           | Jeanette Vega (es)           | PPD                  | Paula Poblete             | RD                      |                         |                         |                         |
| Services sociaux                        | Ministre du Développement social et de la Famille                                |           | Jeanette Vega (es)           | PPD                  | Francisca Perales         | CS                      |                         |                         |                         |
| Enfance                                 | Ministre du Développement social et de la Famille                                |           | Jeanette Vega (es)           | PPD                  | Rocío Faúndez             | RD                      |                         |                         |                         |
|                                         | Ministre de l'Éducation                                                          |           | Marco Antonio Ávila          | RD                   |                           |                         |                         |                         |                         |
| Éducation                               | Ministre de l'Éducation                                                          |           | Marco Antonio Ávila          | RD                   | Nicolás Cataldo           | PCCh                    |                         |                         |                         |
| Éducation de la Petite enfance          | Ministre de l'Éducation                                                          |           | Marco Antonio Ávila          | RD                   | María Isabel Díaz         | PS                      |                         |                         |                         |
| Enseignement supérieur                  | Ministre de l'Éducation                                                          |           | Marco Antonio Ávila          | RD                   | Verónica Figueroa Huencho | Indép.                  |                         |                         |                         |
|                                         | Ministre de la Justice et des droits de l’Homme                                  |           | Marcela Ríos                 | CS                   |                           |                         |                         |                         |                         |
| Justice                                 | Ministre de la Justice et des droits de l’Homme                                  |           | Marcela Ríos                 | CS                   | Jaime Gajardo Falcón      | PCCh                    |                         |                         |                         |
| Droits humains                          | Ministre de la Justice et des droits de l’Homme                                  |           | Marcela Ríos                 | CS                   | Haydee Oberreuter         | Indép., proche d'AD     |                         |                         |                         |
|                                         | Ministre du Travail et de la Protection sociale                                  |           | Jeannette Jara               | PCCh                 |                           |                         |                         |                         |                         |
| Travail                                 | Ministre du Travail et de la Protection sociale                                  |           | Jeannette Jara               | PCCh                 | Giorgio Boccardo          | COM                     |                         |                         |                         |
| Prévoyance sociale                      | Ministre du Travail et de la Protection sociale                                  |           | Jeannette Jara               | PCCh                 | Christian Larraín Pizarro | Indép.                  |                         |                         |                         |
|                                         | Ministre des Travaux publics                                                     |           | Juan Carlos García           | PL (es)              |                           |                         |                         |                         |                         |
| Travaux publics                         | Ministre des Travaux publics                                                     |           | Juan Carlos García           | PL (es)              | José Herrera Chavarría    | Indép.                  |                         |                         |                         |
|                                         | Ministre de la Santé                                                             |           | María Begoña Yarza (es)      | Indép.               |                           |                         |                         |                         |                         |
| Santé publique                          | Ministre de la Santé                                                             |           | María Begoña Yarza (es)      | Indép.               | Cristóbal Cuadrado        | RD                      |                         |                         |                         |
| Réseaux de santé                        | Ministre de la Santé                                                             |           | María Begoña Yarza (es)      | Indép.               | Fernando Araos            | Indép.                  |                         |                         |                         |
|                                         | Ministre du Logement et de l'Urbanisme                                           |           | Carlos Montes Cisternas (es) | PS                   |                           |                         |                         |                         |                         |
| Logement et Urbanisme                   | Ministre du Logement et de l'Urbanisme                                           |           | Carlos Montes Cisternas (es) | PS                   | Tatiana Rojas Leiva       | RD                      |                         |                         |                         |
|                                         | Ministre de l'Agriculture                                                        |           | Esteban Valenzuela           | FREVS                |                           |                         |                         |                         |                         |
| Agriculture                             | Ministre de l'Agriculture                                                        |           | Esteban Valenzuela           | FREVS                | José Guajardo             | FREVS                   |                         |                         |                         |
|                                         | Ministre des Mines                                                               |           | Marcela Hernando (es)        | PR                   |                           |                         |                         |                         |                         |
| Mines                                   | Ministre des Mines                                                               |           | Marcela Hernando (es)        | PR                   | Willy Kracht              | CS                      |                         |                         |                         |
|                                         | Ministre des Transports et des Télécommunications                                |           | Juan Carlos Muñoz (es)       | Indép.               |                           |                         |                         |                         |                         |
| Transports                              | Ministre des Transports et des Télécommunications                                |           | Juan Carlos Muñoz (es)       | Indép.               | Cristóbal Pineda          | RD                      |                         |                         |                         |
| Télécommunications                      | Ministre des Transports et des Télécommunications                                |           | Juan Carlos Muñoz (es)       | Indép.               | Claudio Araya             | PCCh                    |                         |                         |                         |
|                                         | Ministre des Biens nationaux                                                     |           | Javiera Toro Cáceres         | COM                  |                           |                         |                         |                         |                         |
| Biens nationaux                         | Ministre des Biens nationaux                                                     |           | Javiera Toro Cáceres         | COM                  | Marilén Cabrera           | AH                      |                         |                         |                         |
|                                         | Ministre de l'Énergie                                                            |           | Claudio Huepe                | CS                   |                           |                         |                         |                         |                         |
| Énergie                                 | Ministre de l'Énergie                                                            |           | Claudio Huepe                | CS                   | Julio Maturana            | PCCh                    |                         |                         |                         |
|                                         | Ministre de l'Environnement                                                      |           | Maisa Rojas                  | Indép.               |                           |                         |                         |                         |                         |
| Environnement                           | Ministre de l'Environnement                                                      |           | Maisa Rojas                  | Indép.               | Maximiliano Proaño        | CS                      |                         |                         |                         |
|                                         | Ministre des Cultures, des Arts et du Patrimoine                                 |           | Julieta Brodsky Hernández    | CS                   |                           |                         |                         |                         |                         |
| Culture et Arts                         | Ministre des Cultures, des Arts et du Patrimoine                                 |           | Julieta Brodsky Hernández    | CS                   | Andrea Gutiérrez Vásquez  | Indép.                  |                         |                         |                         |
| Patrimoine culturel                     | Ministre des Cultures, des Arts et du Patrimoine                                 |           | Julieta Brodsky Hernández    | CS                   | María Paulina Soto        | RD                      |                         |                         |                         |
|                                         | Ministre des Sports                                                              |           | Alexandra Benado             | Indép.               |                           |                         |                         |                         |                         |
| Sports                                  | Ministre des Sports                                                              |           | Alexandra Benado             | Indép.               | Antonia Illanes           | CS                      |                         |                         |                         |
|                                         | Ministre de la Femme et de l’Égalité de genre                                    |           | Antonia Orellana Guarello    | CS                   |                           |                         |                         |                         |                         |
| Femme et de l’Égalité de genre          | Ministre de la Femme et de l’Égalité de genre                                    |           | Antonia Orellana Guarello    | CS                   | Luz Vidal                 | Indép., proche de RD    |                         |                         |                         |
|                                         | Ministre de la Science, de la Technologie, de la Connaissance et de l'Innovation |           | Flavio Salazar Onfray (es)   | PCCh                 |                           |                         |                         |                         |                         |
| Science et de la Technologie            | Ministre de la Science, de la Technologie, de la Connaissance et de l'Innovation |           | Flavio Salazar Onfray (es)   | PCCh                 | Carolina Gainza           | CS                      |                         |                         |                         |

### Remaniement du 6 septembre 2022
- Par rapport à la composition précédente, les nouveaux membres sont indiqués en gras, ceux ayant changé d'attributions le sont en italique.

| Image                                   | Fonction                                                                         | Fonction       | Nom                          | Nom                   | Nom                       | Parti                   | Parti                   | Parti                   |                         |
| --------------------------------------- | -------------------------------------------------------------------------------- | -------------- | ---------------------------- | --------------------- | ------------------------- | ----------------------- | ----------------------- | ----------------------- | ----------------------- |
|                                         | Président de la République                                                       |                | Gabriel Boric                | Gabriel Boric         | Gabriel Boric             | CS                      | CS                      | CS                      |                         |
| Ministres                               | Ministres                                                                        | Ministres      | Ministres                    | Ministres             | Sous-secrétaires d'État   | Sous-secrétaires d'État | Sous-secrétaires d'État | Sous-secrétaires d'État | Sous-secrétaires d'État |
| Image                                   | Poste                                                                            | Poste          | Titulaire                    | Parti                 | Affectation               | Nom                     | Nom                     | Parti                   |                         |
|                                         | Ministre de l'Intérieur et de la Sécurité publique                               |                | Carolina Tohá                | PPD                   |                           |                         |                         |                         |                         |
| Intérieur                               | Ministre de l'Intérieur et de la Sécurité publique                               |                | Carolina Tohá                | PPD                   | Manuel Monsalve           | PS                      |                         |                         |                         |
| Développement régional et administratif | Ministre de l'Intérieur et de la Sécurité publique                               |                | Carolina Tohá                | PPD                   | Nicolás Cataldo           | PCCh                    |                         |                         |                         |
| Prévention du Crime                     | Ministre de l'Intérieur et de la Sécurité publique                               |                | Carolina Tohá                | PPD                   | Eduardo Vergara           | PPD                     |                         |                         |                         |
|                                         | Ministre des Affaires étrangères                                                 |                | Antonia Urrejola             | Indép., proche du PS  |                           |                         |                         |                         |                         |
| Affaires étrangères                     | Ministre des Affaires étrangères                                                 |                | Antonia Urrejola             | Indép., proche du PS  | Ximena Fuentes            | CS                      |                         |                         |                         |
| Relations économiques internationales   | Ministre des Affaires étrangères                                                 |                | Antonia Urrejola             | Indép., proche du PS  | José Miguel Ahumada       | Indép.                  |                         |                         |                         |
|                                         | Ministre de la Défense nationale                                                 |                | Maya Fernández Allende       | PS                    |                           |                         |                         |                         |                         |
| Défense                                 | Ministre de la Défense nationale                                                 |                | Maya Fernández Allende       | PS                    | Gabriel Gaspar            | PS                      |                         |                         |                         |
| Forces Armées                           | Ministre de la Défense nationale                                                 |                | Maya Fernández Allende       | PS                    | Galo Eidelstein           | PCCh                    |                         |                         |                         |
|                                         | Ministre-Secrétaire générale de la Présidence                                    |                | Ana Lya Uriarte (es)         | PS                    |                           |                         |                         |                         |                         |
| Secrétaire général de la Présidence     |                                                                                  | Macarena Lobos | Ana Lya Uriarte (es)         | PS                    | Indép., proche PDC        |                         |                         |                         |                         |
|                                         | Ministre-Secrétaire général du gouvernement                                      |                | Camila Vallejo               | PCCh                  |                           |                         |                         |                         |                         |
| Secrétaire général du gouvernement      | Ministre-Secrétaire général du gouvernement                                      |                | Camila Vallejo               | PCCh                  | Valeska Naranjo           | CS                      |                         |                         |                         |
|                                         | Ministre des Finances                                                            |                | Mario Marcel (es)            | Indép., proche du PS  |                           |                         |                         |                         |                         |
| Finances                                | Ministre des Finances                                                            |                | Mario Marcel (es)            | Indép., proche du PS  | Claudia Sanhueza          | RD                      |                         |                         |                         |
|                                         | Ministre de l'Économie, du Développement et du Tourisme                          |                | Nicolás Grau (es)            | CS                    |                           |                         |                         |                         |                         |
| Économie et Petites Entreprises         | Ministre de l'Économie, du Développement et du Tourisme                          |                | Nicolás Grau (es)            | CS                    | Javiera Petersen          | PCCh                    |                         |                         |                         |
| Pêche et Aquaculture                    | Ministre de l'Économie, du Développement et du Tourisme                          |                | Nicolás Grau (es)            | CS                    | Julio Salas Gutiérrez     | CS                      |                         |                         |                         |
| Tourisme                                | Ministre de l'Économie, du Développement et du Tourisme                          |                | Nicolás Grau (es)            | CS                    | Verónica Kunze            | Indép.                  |                         |                         |                         |
|                                         | Ministre du Développement social et de la Famille                                |                | Giorgio Jackson (es)         | RD                    |                           |                         |                         |                         |                         |
| Évaluation sociale                      | Ministre du Développement social et de la Famille                                |                | Giorgio Jackson (es)         | RD                    | Paula Poblete             | RD                      |                         |                         |                         |
| Services sociaux                        | Ministre du Développement social et de la Famille                                |                | Giorgio Jackson (es)         | RD                    | Francisca Perales         | CS                      |                         |                         |                         |
| Enfance                                 | Ministre du Développement social et de la Famille                                |                | Giorgio Jackson (es)         | RD                    | Yolanda Pizarro           | PPD                     |                         |                         |                         |
|                                         | Ministre de l'Éducation                                                          |                | Marco Antonio Ávila          | RD                    |                           |                         |                         |                         |                         |
| Éducation                               | Ministre de l'Éducation                                                          |                | Marco Antonio Ávila          | RD                    | Gabriel Bosque            | PCCh                    |                         |                         |                         |
| Éducation de la Petite enfance          | Ministre de l'Éducation                                                          |                | Marco Antonio Ávila          | RD                    | Claudia Lagos             | Indép.                  |                         |                         |                         |
| Enseignement supérieur                  | Ministre de l'Éducation                                                          |                | Marco Antonio Ávila          | RD                    | Verónica Figueroa Huencho | Indép.                  |                         |                         |                         |
|                                         | Ministre de la Justice et des droits de l’Homme                                  |                | Marcela Ríos                 | CS                    |                           |                         |                         |                         |                         |
| Justice                                 | Ministre de la Justice et des droits de l’Homme                                  |                | Marcela Ríos                 | CS                    | Jaime Gajardo Falcón      | PCCh                    |                         |                         |                         |
| Droits humains                          | Ministre de la Justice et des droits de l’Homme                                  |                | Marcela Ríos                 | CS                    | Haydee Oberreuter         | Indép., proche d'AD     |                         |                         |                         |
|                                         | Ministre du Travail et de la Protection sociale                                  |                | Jeannette Jara               | PCCh                  |                           |                         |                         |                         |                         |
| Travail                                 | Ministre du Travail et de la Protection sociale                                  |                | Jeannette Jara               | PCCh                  | Giorgio Boccardo          | COM                     |                         |                         |                         |
| Prévoyance sociale                      | Ministre du Travail et de la Protection sociale                                  |                | Jeannette Jara               | PCCh                  | Christian Larraín Pizarro | Indép.                  |                         |                         |                         |
|                                         | Ministre des Travaux publics                                                     |                | Juan Carlos García           | PL (es)               |                           |                         |                         |                         |                         |
| Travaux publics                         | Ministre des Travaux publics                                                     |                | Juan Carlos García           | PL (es)               | José Herrera Chavarría    | Indép.                  |                         |                         |                         |
|                                         | Ministre de la Santé                                                             |                | Ximena Aguilera              | Indép.                |                           |                         |                         |                         |                         |
| Santé publique                          | Ministre de la Santé                                                             |                | Ximena Aguilera              | Indép.                | Cristóbal Cuadrado        | RD                      |                         |                         |                         |
| Réseaux de santé                        | Ministre de la Santé                                                             |                | Ximena Aguilera              | Indép.                | Fernando Araos            | Indép.                  |                         |                         |                         |
|                                         | Ministre du Logement et de l'Urbanisme                                           |                | Carlos Montes Cisternas (es) | PS                    |                           |                         |                         |                         |                         |
| Logement et Urbanisme                   | Ministre du Logement et de l'Urbanisme                                           |                | Carlos Montes Cisternas (es) | PS                    | Tatiana Rojas Leiva       | RD                      |                         |                         |                         |
|                                         | Ministre de l'Agriculture                                                        |                | Esteban Valenzuela           | FREVS                 |                           |                         |                         |                         |                         |
| Agriculture                             | Ministre de l'Agriculture                                                        |                | Esteban Valenzuela           | FREVS                 | José Guajardo             | FREVS                   |                         |                         |                         |
|                                         | Ministre des Mines                                                               |                | Marcela Hernando (es)        | PR                    |                           |                         |                         |                         |                         |
| Mines                                   | Ministre des Mines                                                               |                | Marcela Hernando (es)        | PR                    | Willy Kracht              | CS                      |                         |                         |                         |
|                                         | Ministre des Transports et des Télécommunications                                |                | Juan Carlos Muñoz (es)       | Indép.                |                           |                         |                         |                         |                         |
| Transports                              | Ministre des Transports et des Télécommunications                                |                | Juan Carlos Muñoz (es)       | Indép.                | Cristóbal Pineda          | RD                      |                         |                         |                         |
| Télécommunications                      | Ministre des Transports et des Télécommunications                                |                | Juan Carlos Muñoz (es)       | Indép.                | Claudio Araya             | PCCh                    |                         |                         |                         |
|                                         | Ministre des Biens nationaux                                                     |                | Javiera Toro Cáceres         | COM                   |                           |                         |                         |                         |                         |
| Biens nationaux                         | Ministre des Biens nationaux                                                     |                | Javiera Toro Cáceres         | COM                   | Marilén Cabrera           | AH                      |                         |                         |                         |
|                                         | Ministre de l'Énergie                                                            |                | Diego Pardow                 | CS                    |                           |                         |                         |                         |                         |
| Énergie                                 | Ministre de l'Énergie                                                            |                | Diego Pardow                 | CS                    | Julio Maturana            | PCCh                    |                         |                         |                         |
|                                         | Ministre de l'Environnement                                                      |                | Maisa Rojas                  | Indép.                |                           |                         |                         |                         |                         |
| Environnement                           | Ministre de l'Environnement                                                      |                | Maisa Rojas                  | Indép.                | Maximiliano Proaño        | CS                      |                         |                         |                         |
|                                         | Ministre des Cultures, des Arts et du Patrimoine                                 |                | Julieta Brodsky Hernández    | CS                    |                           |                         |                         |                         |                         |
| Culture et Arts                         | Ministre des Cultures, des Arts et du Patrimoine                                 |                | Julieta Brodsky Hernández    | CS                    | Andrea Gutiérrez Vásquez  | Indép.                  |                         |                         |                         |
| Patrimoine culturel                     | Ministre des Cultures, des Arts et du Patrimoine                                 |                | Julieta Brodsky Hernández    | CS                    | Carolina Pérez            | RD                      |                         |                         |                         |
|                                         | Ministre des Sports                                                              |                | Alexandra Benado             | Indép.                |                           |                         |                         |                         |                         |
| Sports                                  | Ministre des Sports                                                              |                | Alexandra Benado             | Indép.                | Antonia Illanes           | CS                      |                         |                         |                         |
|                                         | Ministre de la Femme et de l’Égalité de genre                                    |                | Antonia Orellana Guarello    | CS                    |                           |                         |                         |                         |                         |
| Femme et de l’Égalité de genre          | Ministre de la Femme et de l’Égalité de genre                                    |                | Antonia Orellana Guarello    | CS                    | Luz Vidal                 | Indép., proche de RD    |                         |                         |                         |
|                                         | Ministre de la Science, de la Technologie, de la Connaissance et de l'Innovation |                | Silvia Díaz                  | Indép., proche du PPD |                           |                         |                         |                         |                         |
| Science et de la Technologie            | Ministre de la Science, de la Technologie, de la Connaissance et de l'Innovation |                | Silvia Díaz                  | Indép., proche du PPD | Carolina Gainza           | CS                      |                         |                         |                         |

### Remaniement du 10 mars 2023
- Par rapport à la composition précédente, les nouveaux membres sont indiqués en gras, ceux ayant changé d'attributions le sont en italique.

| Image | Fonction                                                                         | Nom | Nom                                           | Parti                |
| ----- | -------------------------------------------------------------------------------- | --- | --------------------------------------------- | -------------------- |
|       | Président de la République                                                       |     | Gabriel Boric                                 | CS                   |
|       | Ministre de l'Intérieur et de la Sécurité publique                               |     | Carolina Tohá                                 | PPD                  |
|       | Ministre des Affaires étrangères                                                 |     | Alberto van Klaveren (es)                     | PPD                  |
|       | Ministre de la Défense nationale                                                 |     | Maya Fernández Allende                        | PS                   |
|       | Ministre-Secrétaire générale de la Présidence                                    |     | Ana Lya Uriarte (es) (jusqu'au 19 avril 2023) | PS                   |
|       | Ministre-Secrétaire générale de la Présidence                                    |     | Álvaro Elizalde (à partir du 19 avril 2023)   | PS                   |
|       | Ministre-Secrétaire générale du gouvernement                                     |     | Camila Vallejo                                | PCCh                 |
|       | Ministre des Finances                                                            |     | Mario Marcel (es)                             | Indép., proche du PS |
|       | Ministre de l'Économie, du Développement et du Tourisme                          |     | Nicolás Grau (es)                             | CS                   |
|       | Ministre du Développement social et de la Famille                                |     | Giorgio Jackson (es)                          | RD                   |
|       | Ministre de l'Éducation                                                          |     | Marco Antonio Ávila                           | RD                   |
|       | Ministre de la Justice et des droits de l'Homme                                  |     | Luis Cordero Vega (es)                        | Indép., proche du SD |
|       | Ministre du Travail et de la Protection sociale                                  |     | Jeannette Jara                                | PCCh                 |
|       | Ministre des Travaux publics                                                     |     | Jessica López Saffie (es)                     | Indép., proche du PS |
|       | Ministre de la Santé                                                             |     | Ximena Aguilera                               | Indép.               |
|       | Ministre du Logement et de l'Urbanisme                                           |     | Carlos Montes Cisternas (es)                  | PS                   |
|       | Ministre de l'Agriculture                                                        |     | Esteban Valenzuela                            | FREVS                |
|       | Ministre des Mines                                                               |     | Marcela Hernando (es)                         | PR                   |
|       | Ministre des Transports et des Télécommunications                                |     | Juan Carlos Muñoz (es)                        | Indép.               |
|       | Ministre des Biens nationaux                                                     |     | Javiera Toro Cáceres                          | COM                  |
|       | Ministre de l'Énergie                                                            |     | Diego Pardow                                  | CS                   |
|       | Ministre de l'Environnement                                                      |     | Maisa Rojas                                   | Indép.               |
|       | Ministre des Cultures, des Arts et du Patrimoine                                 |     | Jaime de Aguirre                              | DVG                  |
|       | Ministre des Sports                                                              |     | Jaime Pizarro                                 | Indép.               |
|       | Ministre de la Femme et de l'Égalité de genre                                    |     | Antonia Orellana Guarello                     | CS                   |
|       | Ministre de la Science, de la Technologie, de la Connaissance et de l'Innovation |     | Aisén Etcheverry (es)                         | Indép.               |

### Remaniement du 16 août 2023
- Par rapport à la composition précédente, les nouveaux membres sont indiqués en gras, ceux ayant changé d'attributions le sont en italique.

| Image | Fonction                                                                         | Nom | Nom                          | Parti                 |
| ----- | -------------------------------------------------------------------------------- | --- | ---------------------------- | --------------------- |
|       | Président de la République                                                       |     | Gabriel Boric                | FA                    |
|       | Ministre de l'Intérieur et de la Sécurité publique                               |     | Carolina Tohá                | PPD                   |
|       | Ministre des Affaires étrangères                                                 |     | Alberto van Klaveren (es)    | PPD                   |
|       | Ministre de la Défense nationale                                                 |     | Maya Fernández Allende       | PS                    |
|       | Ministre-Secrétaire générale de la Présidence                                    |     | Álvaro Elizalde              | PS                    |
|       | Ministre-Secrétaire générale du gouvernement                                     |     | Camila Vallejo               | PCCh                  |
|       | Ministre des Finances                                                            |     | Mario Marcel (es)            | Indép., proche du PS  |
|       | Ministre de l'Économie, du Développement et du Tourisme                          |     | Nicolás Grau (es)            | FA                    |
|       | Ministre du Développement social et de la Famille                                |     | Javiera Toro Cáceres         | FA                    |
|       | Ministre de l'Éducation                                                          |     | Nicolás Cataldo              | PCCh                  |
|       | Ministre de la Justice et des droits de l'Homme                                  |     | Luis Cordero Vega (es)       | Indép., proche du SD  |
|       | Ministre du Travail et de la Protection sociale                                  |     | Jeannette Jara               | PCCh                  |
|       | Ministre des Travaux publics                                                     |     | Jessica López Saffie (es)    | Indép., proche du PS  |
|       | Ministre de la Santé                                                             |     | Ximena Aguilera              | Indép.                |
|       | Ministre du Logement et de l'Urbanisme                                           |     | Carlos Montes Cisternas (es) | PS                    |
|       | Ministre de l'Agriculture                                                        |     | Esteban Valenzuela           | FREVS                 |
|       | Ministre des Mines                                                               |     | Aurora Williams              | PR                    |
|       | Ministre des Transports et des Télécommunications                                |     | Juan Carlos Muñoz (es)       | Indép.                |
|       | Ministre des Biens nationaux                                                     |     | Marcela Sandoval (es)        | FA                    |
|       | Ministre de l'Énergie                                                            |     | Diego Pardow                 | FA                    |
|       | Ministre de l'Environnement                                                      |     | Maisa Rojas                  | Indép.                |
|       | Ministre des Cultures, des Arts et du Patrimoine                                 |     | Carolina Arredondo (es)      | Indép., proche du PPD |
|       | Ministre des Sports                                                              |     | Jaime Pizarro                | Indép.                |
|       | Ministre de la Femme et de l'Égalité de genre                                    |     | Antonia Orellana Guarello    | FA                    |
|       | Ministre de la Science, de la Technologie, de la Connaissance et de l'Innovation |     | Aisén Etcheverry (es)        | FA                    |

### Remaniement de mars 2025
- Par rapport à la composition précédente, les nouveaux membres sont indiqués en gras, ceux ayant changé d'attributions le sont en italique.

| Image                                   | Fonction                                                                         | Fonction  | Nom                          | Nom                   | Nom                          | Parti                   | Parti                   | Parti                   |                         |
| --------------------------------------- | -------------------------------------------------------------------------------- | --------- | ---------------------------- | --------------------- | ---------------------------- | ----------------------- | ----------------------- | ----------------------- | ----------------------- |
|                                         | Président de la République                                                       |           | Gabriel Boric                | Gabriel Boric         | Gabriel Boric                | FA                      | FA                      | FA                      |                         |
| Ministres                               | Ministres                                                                        | Ministres | Ministres                    | Ministres             | Sous-secrétaires d'État      | Sous-secrétaires d'État | Sous-secrétaires d'État | Sous-secrétaires d'État | Sous-secrétaires d'État |
| Image                                   | Poste                                                                            | Poste     | Titulaire                    | Parti                 | Affectation                  | Nom                     | Nom                     | Parti                   |                         |
|                                         | Ministre de l'Intérieur et de la Sécurité publique                               |           | Álvaro Elizalde              | PS                    |                              |                         |                         |                         |                         |
| Intérieur                               | Ministre de l'Intérieur et de la Sécurité publique                               |           | Álvaro Elizalde              | PS                    | Luis Cordero Vega (es)       | Indép., proche du SD    |                         |                         |                         |
| Développement régional et administratif | Ministre de l'Intérieur et de la Sécurité publique                               |           | Álvaro Elizalde              | PS                    | Francisca Perales            | FA                      |                         |                         |                         |
| Prévention du Crime                     | Ministre de l'Intérieur et de la Sécurité publique                               |           | Álvaro Elizalde              | PS                    | Carolina Leitao              | Indép., proche du SD    |                         |                         |                         |
|                                         | Ministre des Affaires étrangères                                                 |           | Alberto van Klaveren (es)    | PPD                   |                              |                         |                         |                         |                         |
| Affaires étrangères                     | Ministre des Affaires étrangères                                                 |           | Alberto van Klaveren (es)    | PPD                   | Gloria de la Fuente          | PS                      |                         |                         |                         |
| Relations économiques internationales   | Ministre des Affaires étrangères                                                 |           | Alberto van Klaveren (es)    | PPD                   | Claudia Sanhueza             | FA                      |                         |                         |                         |
|                                         | Ministre de la Défense nationale                                                 |           | Adriana Delpiano             | PPD                   |                              |                         |                         |                         |                         |
| Défense                                 | Ministre de la Défense nationale                                                 |           | Adriana Delpiano             | PPD                   | Ricardo Montero Allende      | PS                      |                         |                         |                         |
| Forces Armées                           | Ministre de la Défense nationale                                                 |           | Adriana Delpiano             | PPD                   | Galo Eidelstein              | PCCh                    |                         |                         |                         |
|                                         | Ministre-Secrétaire générale de la Présidence                                    |           | Macarena Lobos               | Indép., proche PDC    |                              |                         |                         |                         |                         |
| Secrétaire général de la Présidence     | Ministre-Secrétaire générale de la Présidence                                    |           | Macarena Lobos               | Indép., proche PDC    | Nicolás Facuse Vásquez       | PS                      |                         |                         |                         |
|                                         | Ministre-Secrétaire générale du gouvernement                                     |           | Camila Vallejo               | PCCh                  |                              |                         |                         |                         |                         |
| Secrétaire général de la Présidence     | Ministre-Secrétaire générale du gouvernement                                     |           | Camila Vallejo               | PCCh                  | Nicole Cardoch               | PS                      |                         |                         |                         |
|                                         | Ministre des Finances                                                            |           | Mario Marcel (es)            | Indép.                |                              |                         |                         |                         |                         |
| Finances                                | Ministre des Finances                                                            |           | Mario Marcel (es)            | Indép.                | Heidi Berner                 | Indép., proche du PPD   |                         |                         |                         |
|                                         | Ministre de l'Économie, du Développement et du Tourisme                          |           | Nicolás Grau (es)            | FA                    |                              |                         |                         |                         |                         |
| Économie et Petites Entreprises         | Ministre de l'Économie, du Développement et du Tourisme                          |           | Nicolás Grau (es)            | FA                    | Javiera Petersen             | PCCh                    |                         |                         |                         |
| Pêche et Aquaculture                    | Ministre de l'Économie, du Développement et du Tourisme                          |           | Nicolás Grau (es)            | FA                    | Julio Salas Gutiérrez        | CS                      |                         |                         |                         |
| Tourisme                                | Ministre de l'Économie, du Développement et du Tourisme                          |           | Nicolás Grau (es)            | FA                    | Verónica Pardo               | PL (es)                 |                         |                         |                         |
|                                         | Ministre du Développement social et de la Famille                                |           | Javiera Toro Cáceres         | FA                    |                              |                         |                         |                         |                         |
| Évaluation sociale                      | Ministre du Développement social et de la Famille                                |           | Javiera Toro Cáceres         | FA                    | Paula Poblete                | FA                      |                         |                         |                         |
| Services sociaux                        | Ministre du Développement social et de la Famille                                |           | Javiera Toro Cáceres         | FA                    | Francisca Gallegos Jara      | FA                      |                         |                         |                         |
| Enfance                                 | Ministre du Développement social et de la Famille                                |           | Javiera Toro Cáceres         | FA                    | Verónica Silva Villalobos    | Indép.                  |                         |                         |                         |
|                                         | Ministre de l'Éducation                                                          |           | Nicolás Cataldo              | PCCh                  |                              |                         |                         |                         |                         |
| Éducation                               | Ministre de l'Éducation                                                          |           | Nicolás Cataldo              | PCCh                  | Alejandra Arratia Martínez   | Indép.                  |                         |                         |                         |
| Éducation de la Petite enfance          | Ministre de l'Éducation                                                          |           | Nicolás Cataldo              | PCCh                  | Claudia Lagos Serrano        | Indép.                  |                         |                         |                         |
| Enseignement supérieur                  | Ministre de l'Éducation                                                          |           | Nicolás Cataldo              | PCCh                  | Víctor Orellana Calderón     | FA                      |                         |                         |                         |
|                                         | Ministre de la Justice et des droits de l'Homme                                  |           | Jaime Gajardo Falcón (es)    | PCCh                  |                              |                         |                         |                         |                         |
| Justice                                 | Ministre de la Justice et des droits de l'Homme                                  |           | Jaime Gajardo Falcón (es)    | PCCh                  | Ernesto Muñoz Lamartine      | PL (es)                 |                         |                         |                         |
| Droits humains                          | Ministre de la Justice et des droits de l'Homme                                  |           | Jaime Gajardo Falcón (es)    | PCCh                  | Daniela Quintanilla          | Indép.                  |                         |                         |                         |
|                                         | Ministre du Travail et de la Protection sociale                                  |           | Jeannette Jara               | PCCh                  |                              |                         |                         |                         |                         |
| Travail                                 | Ministre du Travail et de la Protection sociale                                  |           | Jeannette Jara               | PCCh                  | Giorgio Boccardo             | FA                      |                         |                         |                         |
| Prévoyance sociale                      | Ministre du Travail et de la Protection sociale                                  |           | Jeannette Jara               | PCCh                  | Claudio Reyes Barrientos     | PPD                     |                         |                         |                         |
|                                         | Ministre des Travaux publics                                                     |           | Jessica López Saffie (es)    | PS                    |                              |                         |                         |                         |                         |
| Travaux publics                         | Ministre des Travaux publics                                                     |           | Jessica López Saffie (es)    | PS                    | Danilo Núñez Izquierdo       | PS                      |                         |                         |                         |
|                                         | Ministre de la Santé                                                             |           | Ximena Aguilera              | Indép.                |                              |                         |                         |                         |                         |
| Santé publique                          | Ministre de la Santé                                                             |           | Ximena Aguilera              | Indép.                | Andrea Albagli Iruretagoyena | FA                      |                         |                         |                         |
| Réseaux de santé                        | Ministre de la Santé                                                             |           | Ximena Aguilera              | Indép.                | Osvaldo Salgado Zepeda       | PS                      |                         |                         |                         |
|                                         | Ministre du Logement et de l'Urbanisme                                           |           | Carlos Montes Cisternas (es) | PS                    |                              |                         |                         |                         |                         |
| Logement et Urbanisme                   | Ministre du Logement et de l'Urbanisme                                           |           | Carlos Montes Cisternas (es) | PS                    | Gabriela Elgueta Poblete     | Indép.                  |                         |                         |                         |
|                                         | Ministre de l'Agriculture                                                        |           | Esteban Valenzuela           | FREVS                 |                              |                         |                         |                         |                         |
| Agriculture                             | Ministre de l'Agriculture                                                        |           | Esteban Valenzuela           | FREVS                 | Ignacia Fernández Gatica     | Indép.                  |                         |                         |                         |
|                                         | Ministre des Mines                                                               |           | Aurora Williams              | PR                    |                              |                         |                         |                         |                         |
| Mines                                   | Ministre des Mines                                                               |           | Aurora Williams              | PR                    | Suina Chahuán Kim            | Indép.                  |                         |                         |                         |
|                                         | Ministre des Transports et des Télécommunications                                |           | Juan Carlos Muñoz (es)       | Indép.                |                              |                         |                         |                         |                         |
| Transports                              | Ministre des Transports et des Télécommunications                                |           | Juan Carlos Muñoz (es)       | Indép.                | Jorge Daza Lobos             | PS                      |                         |                         |                         |
| Télécommunications                      | Ministre des Transports et des Télécommunications                                |           | Juan Carlos Muñoz (es)       | Indép.                | Claudio Araya                | PCCh                    |                         |                         |                         |
|                                         | Ministre des Biens nationaux                                                     |           | Marcela Sandoval (es)        | FA                    |                              |                         |                         |                         |                         |
| Biens nationaux                         | Ministre des Biens nationaux                                                     |           | Marcela Sandoval (es)        | FA                    | Sebastián Vergara Tapia      | PPD                     |                         |                         |                         |
|                                         | Ministre de l'Énergie                                                            |           | Diego Pardow                 | FA                    |                              |                         |                         |                         |                         |
| Énergie                                 | Ministre de l'Énergie                                                            |           | Diego Pardow                 | FA                    | Luis Felipe Ramos Barrera    | PL (es)                 |                         |                         |                         |
|                                         | Ministre de l'Environnement                                                      |           | Maisa Rojas                  | Indép.                |                              |                         |                         |                         |                         |
| Environnement                           | Ministre de l'Environnement                                                      |           | Maisa Rojas                  | Indép.                | Maximiliano Proaño           | FA                      |                         |                         |                         |
|                                         | Ministre des Cultures, des Arts et du Patrimoine                                 |           | Carolina Arredondo (es)      | Indép., proche du PPD |                              |                         |                         |                         |                         |
| Culture et Arts                         | Ministre des Cultures, des Arts et du Patrimoine                                 |           | Carolina Arredondo (es)      | Indép., proche du PPD | Jimena Jara Quilodrán        | Indép., proche du PPD   |                         |                         |                         |
| Patrimoine culturel                     | Ministre des Cultures, des Arts et du Patrimoine                                 |           | Carolina Arredondo (es)      | Indép., proche du PPD | Carolina Pérez Dattari       | FA                      |                         |                         |                         |
|                                         | Ministre des Sports                                                              |           | Jaime Pizarro                | Indép.                |                              |                         |                         |                         |                         |
| Sports                                  | Ministre des Sports                                                              |           | Jaime Pizarro                | Indép.                | Emilia Ríos Saavedra         | FA                      |                         |                         |                         |
|                                         | Ministre de la Femme et de l'Égalité de genre                                    |           | Antonia Orellana Guarello    | FA                    |                              |                         |                         |                         |                         |
| Femme et de l’Égalité de genre          | Ministre de la Femme et de l'Égalité de genre                                    |           | Antonia Orellana Guarello    | FA                    | Luz Vidal                    | Indép., proche de FA    |                         |                         |                         |
|                                         | Ministre de la Science, de la Technologie, de la Connaissance et de l'Innovation |           | Aisén Etcheverry (es)        | FA                    |                              |                         |                         |                         |                         |
| Science et de la Technologie            | Ministre de la Science, de la Technologie, de la Connaissance et de l'Innovation |           | Aisén Etcheverry (es)        | FA                    | Cristián Cuevas Vega         | FREVS                   |                         |                         |                         |

### Remaniement du 1eravril 2025
- Par rapport à la composition précédente, les nouveaux membres sont indiqués en gras, ceux ayant changé d'attributions le sont en italique.

| Image                                   | Fonction                                                                         | Fonction  | Nom                                    | Nom                   | Nom                          | Parti                   | Parti                   | Parti                   |                         |
| --------------------------------------- | -------------------------------------------------------------------------------- | --------- | -------------------------------------- | --------------------- | ---------------------------- | ----------------------- | ----------------------- | ----------------------- | ----------------------- |
|                                         | Président de la République                                                       |           | Gabriel Boric                          | Gabriel Boric         | Gabriel Boric                | FA                      | FA                      | FA                      |                         |
| Ministres                               | Ministres                                                                        | Ministres | Ministres                              | Ministres             | Sous-secrétaires d'État      | Sous-secrétaires d'État | Sous-secrétaires d'État | Sous-secrétaires d'État | Sous-secrétaires d'État |
| Image                                   | Poste                                                                            | Poste     | Titulaire                              | Parti                 | Affectation                  | Nom                     | Nom                     | Parti                   |                         |
|                                         | Ministre de l'Intérieur                                                          |           | Álvaro Elizalde                        | PS                    |                              |                         |                         |                         |                         |
| Intérieur                               | Ministre de l'Intérieur                                                          |           | Álvaro Elizalde                        | PS                    | Víctor Ramos Muñoz           | FA                      |                         |                         |                         |
| Développement régional et administratif | Ministre de l'Intérieur                                                          |           | Álvaro Elizalde                        | PS                    | Francisca Perales            | FA                      |                         |                         |                         |
|                                         | Ministre des Affaires étrangères                                                 |           | Alberto van Klaveren (es)              | PPD                   |                              |                         |                         |                         |                         |
| Affaires étrangères                     | Ministre des Affaires étrangères                                                 |           | Alberto van Klaveren (es)              | PPD                   | Gloria de la Fuente          | PS                      |                         |                         |                         |
| Relations économiques internationales   | Ministre des Affaires étrangères                                                 |           | Alberto van Klaveren (es)              | PPD                   | Claudia Sanhueza             | FA                      |                         |                         |                         |
|                                         | Ministre de la Défense nationale                                                 |           | Adriana Delpiano                       | PPD                   |                              |                         |                         |                         |                         |
| Défense                                 | Ministre de la Défense nationale                                                 |           | Adriana Delpiano                       | PPD                   | Ricardo Montero Allende      | PS                      |                         |                         |                         |
| Forces Armées                           | Ministre de la Défense nationale                                                 |           | Adriana Delpiano                       | PPD                   | Galo Eidelstein              | PCCh                    |                         |                         |                         |
|                                         | Ministre-Secrétaire générale de la Présidence                                    |           | Macarena Lobos                         | Indép., proche PDC    |                              |                         |                         |                         |                         |
| Secrétaire général de la Présidence     | Ministre-Secrétaire générale de la Présidence                                    |           | Macarena Lobos                         | Indép., proche PDC    | Nicolás Facuse Vásquez       | PS                      |                         |                         |                         |
|                                         | Ministre-Secrétaire générale du gouvernement                                     |           | Camila Vallejo                         | PCCh                  |                              |                         |                         |                         |                         |
| Secrétaire général de la Présidence     | Ministre-Secrétaire générale du gouvernement                                     |           | Camila Vallejo                         | PCCh                  | Nicole Cardoch               | PS                      |                         |                         |                         |
|                                         | Ministre des Finances                                                            |           | Mario Marcel (es)                      | Indép., proche du PS  |                              |                         |                         |                         |                         |
| Finances                                | Ministre des Finances                                                            |           | Mario Marcel (es)                      | Indép., proche du PS  | Heidi Berner                 | Indép., proche du PPD   |                         |                         |                         |
|                                         | Ministre de la Sécurité publique                                                 |           | Luis Cordero Vega (es)                 | Indép., proche du SD  |                              |                         |                         |                         |                         |
| Sécurité publique                       | Ministre de la Sécurité publique                                                 |           | Luis Cordero Vega (es)                 | Indép., proche du SD  | Rafael Collado               | FA                      |                         |                         |                         |
| Prévention du Crime                     | Ministre de la Sécurité publique                                                 |           | Luis Cordero Vega (es)                 | Indép., proche du SD  | Carolina Leitao              | Indép., proche du SD    |                         |                         |                         |
|                                         | Ministre de l'Économie, du Développement et du Tourisme                          |           | Nicolás Grau (es)                      | FA                    |                              |                         |                         |                         |                         |
| Économie et Petites Entreprises         | Ministre de l'Économie, du Développement et du Tourisme                          |           | Nicolás Grau (es)                      | FA                    | Javiera Petersen             | PCCh                    |                         |                         |                         |
| Pêche et Aquaculture                    | Ministre de l'Économie, du Développement et du Tourisme                          |           | Nicolás Grau (es)                      | FA                    | Julio Salas Gutiérrez        | CS                      |                         |                         |                         |
| Tourisme                                | Ministre de l'Économie, du Développement et du Tourisme                          |           | Nicolás Grau (es)                      | FA                    | Verónica Pardo               | PL (es)                 |                         |                         |                         |
|                                         | Ministre du Développement social et de la Famille                                |           | Javiera Toro Cáceres                   | FA                    |                              |                         |                         |                         |                         |
| Évaluation sociale                      | Ministre du Développement social et de la Famille                                |           | Javiera Toro Cáceres                   | FA                    | Paula Poblete                | FA                      |                         |                         |                         |
| Services sociaux                        | Ministre du Développement social et de la Famille                                |           | Javiera Toro Cáceres                   | FA                    | Francisca Gallegos Jara      | FA                      |                         |                         |                         |
| Enfance                                 | Ministre du Développement social et de la Famille                                |           | Javiera Toro Cáceres                   | FA                    | Verónica Silva Villalobos    | Indép.                  |                         |                         |                         |
|                                         | Ministre de l'Éducation                                                          |           | Nicolás Cataldo                        | PCCh                  |                              |                         |                         |                         |                         |
| Éducation                               | Ministre de l'Éducation                                                          |           | Nicolás Cataldo                        | PCCh                  | Alejandra Arratia Martínez   | Indép.                  |                         |                         |                         |
| Éducation de la Petite enfance          | Ministre de l'Éducation                                                          |           | Nicolás Cataldo                        | PCCh                  | Claudia Lagos Serrano        | Indép.                  |                         |                         |                         |
| Enseignement supérieur                  | Ministre de l'Éducation                                                          |           | Nicolás Cataldo                        | PCCh                  | Víctor Orellana Calderón     | FA                      |                         |                         |                         |
|                                         | Ministre de la Justice et des droits de l'Homme                                  |           | Jaime Gajardo Falcón (es)              | PCCh                  |                              |                         |                         |                         |                         |
| Justice                                 | Ministre de la Justice et des droits de l'Homme                                  |           | Jaime Gajardo Falcón (es)              | PCCh                  | Ernesto Muñoz Lamartine      | PL (es)                 |                         |                         |                         |
| Droits humains                          | Ministre de la Justice et des droits de l'Homme                                  |           | Jaime Gajardo Falcón (es)              | PCCh                  | Daniela Quintanilla          | Indép.                  |                         |                         |                         |
|                                         | Ministre du Travail et de la Protection sociale                                  |           | Giorgio Boccardo (À partir du 8 avril) | FA                    |                              |                         |                         |                         |                         |
| Travail                                 | Ministre du Travail et de la Protection sociale                                  |           | Giorgio Boccardo (À partir du 8 avril) | FA                    | María Elizabeth Soto         | FA                      |                         |                         |                         |
| Prévoyance sociale                      | Ministre du Travail et de la Protection sociale                                  |           | Giorgio Boccardo (À partir du 8 avril) | FA                    | Claudio Reyes Barrientos     | PPD                     |                         |                         |                         |
|                                         | Ministre des Travaux publics                                                     |           | Jessica López Saffie (es)              | PS                    |                              |                         |                         |                         |                         |
| Travaux publics                         | Ministre des Travaux publics                                                     |           | Jessica López Saffie (es)              | PS                    | Danilo Núñez Izquierdo       | PS                      |                         |                         |                         |
|                                         | Ministre de la Santé                                                             |           | Ximena Aguilera                        | Indép.                |                              |                         |                         |                         |                         |
| Santé publique                          | Ministre de la Santé                                                             |           | Ximena Aguilera                        | Indép.                | Andrea Albagli Iruretagoyena | FA                      |                         |                         |                         |
| Réseaux de santé                        | Ministre de la Santé                                                             |           | Ximena Aguilera                        | Indép.                | Bernardo Martorell Guerra    | PPD                     |                         |                         |                         |
|                                         | Ministre du Logement et de l'Urbanisme                                           |           | Carlos Montes Cisternas (es)           | PS                    |                              |                         |                         |                         |                         |
| Logement et Urbanisme                   | Ministre du Logement et de l'Urbanisme                                           |           | Carlos Montes Cisternas (es)           | PS                    | Gabriela Elgueta Poblete     | Indép.                  |                         |                         |                         |
|                                         | Ministre de l'Agriculture                                                        |           | Esteban Valenzuela                     | FREVS                 |                              |                         |                         |                         |                         |
| Agriculture                             | Ministre de l'Agriculture                                                        |           | Esteban Valenzuela                     | FREVS                 | Ignacia Fernández Gatica     | Indép.                  |                         |                         |                         |
|                                         | Ministre des Mines                                                               |           | Aurora Williams                        | PR                    |                              |                         |                         |                         |                         |
| Mines                                   | Ministre des Mines                                                               |           | Aurora Williams                        | PR                    | Suina Chahuán Kim            | Indép.                  |                         |                         |                         |
|                                         | Ministre des Transports et des Télécommunications                                |           | Juan Carlos Muñoz (es)                 | Indép.                |                              |                         |                         |                         |                         |
| Transports                              | Ministre des Transports et des Télécommunications                                |           | Juan Carlos Muñoz (es)                 | Indép.                | Jorge Daza Lobos             | PS                      |                         |                         |                         |
| Télécommunications                      | Ministre des Transports et des Télécommunications                                |           | Juan Carlos Muñoz (es)                 | Indép.                | Claudio Araya                | PCCh                    |                         |                         |                         |
|                                         | Ministre des Biens nationaux                                                     |           | Marcela Sandoval (es)                  | FA                    |                              |                         |                         |                         |                         |
| Biens nationaux                         | Ministre des Biens nationaux                                                     |           | Marcela Sandoval (es)                  | FA                    | Sebastián Vergara Tapia      | PPD                     |                         |                         |                         |
|                                         | Ministre de l'Énergie                                                            |           | Diego Pardow                           | FA                    |                              |                         |                         |                         |                         |
| Énergie                                 | Ministre de l'Énergie                                                            |           | Diego Pardow                           | FA                    | Luis Felipe Ramos Barrera    | PL (es)                 |                         |                         |                         |
|                                         | Ministre de l'Environnement                                                      |           | Maisa Rojas                            | Indép.                |                              |                         |                         |                         |                         |
| Environnement                           | Ministre de l'Environnement                                                      |           | Maisa Rojas                            | Indép.                | Maximiliano Proaño           | FA                      |                         |                         |                         |
|                                         | Ministre des Cultures, des Arts et du Patrimoine                                 |           | Carolina Arredondo (es)                | Indép., proche du PPD |                              |                         |                         |                         |                         |
| Culture et Arts                         | Ministre des Cultures, des Arts et du Patrimoine                                 |           | Carolina Arredondo (es)                | Indép., proche du PPD | Jimena Jara Quilodrán        | Indép., proche du PPD   |                         |                         |                         |
| Patrimoine culturel                     | Ministre des Cultures, des Arts et du Patrimoine                                 |           | Carolina Arredondo (es)                | Indép., proche du PPD | Carolina Pérez Dattari       | FA                      |                         |                         |                         |
|                                         | Ministre des Sports                                                              |           | Jaime Pizarro                          | Indép.                |                              |                         |                         |                         |                         |
| Sports                                  | Ministre des Sports                                                              |           | Jaime Pizarro                          | Indép.                | Emilia Ríos Saavedra         | FA                      |                         |                         |                         |
|                                         | Ministre de la Femme et de l'Égalité de genre                                    |           | Antonia Orellana Guarello              | FA                    |                              |                         |                         |                         |                         |
| Femme et de l’Égalité de genre          | Ministre de la Femme et de l'Égalité de genre                                    |           | Antonia Orellana Guarello              | FA                    | Luz Vidal                    | Indép., proche de FA    |                         |                         |                         |
|                                         | Ministre de la Science, de la Technologie, de la Connaissance et de l'Innovation |           | Aisén Etcheverry (es)                  | FA                    |                              |                         |                         |                         |                         |
| Science et de la Technologie            | Ministre de la Science, de la Technologie, de la Connaissance et de l'Innovation |           | Aisén Etcheverry (es)                  | FA                    | Cristián Cuevas Vega         | FREVS                   |                         |                         |                         |